# Simfonia núm. 5 (Atterberg)
La Simfonia núm. 5 "Simfonia fúnebre" en re menor, op. 20, va ser composta per Kurt Atterberg entre el 1917 i 1922. Es va estrenar el 6 de gener de 1923 a Berlín per la Berliner Philharmoniker dirigida pel compositor.
A la simfonia se li va donar un lema: "Cadascú mata les coses que estima". No es pot trobar l'explicació del subtítol, però pot apuntar a la Primera Guerra Mundial (tot i que Suècia era neutral) o a la crisi personal que va viure Atterberg en la seva vida privada o en la seva vida com a compositor. El 1923 es divorciaria de la seva dona. El subtítol "Simfonia fúnebre" es pot escoltar sobretot en el so ombrívol del primer tema, una mena de lament sobre els seus primers somnis i esperances incomplerts. El tercer moviment es pot escoltar un vals, que Atterberg va escriure, segons els experts, com un motí de color dins de la música clàssica sueca.
Després de la primera actuació, l'acollida va ser positiva. Fins i tot un director d'orquestra de renom com Wilhelm Furtwängler va donar suport a la música. Tot això no va poder evitar que la simfonia desaparegués del repertori i s'interpreta poc en l'actualitat. Una raó d'això potser es pot trobar en la popularitat (també inicialment) de la Sisena Simfonia d'Atterberg. Atterberg va fer diverses revisions a aquesta obra, per exemple en un concert del 14 de desembre de 1946 a Göteborg, amb Sixten Eckerberg com a director, Atterberg va fer canvis a les parts de trompeta, trombó, tuba, percussió i piano.
La simfonia es toca sense interrupcions, les parts només tenen indicacions senzilles: Sats I (allegro pesante), Sats II (attaca), Sats III (attaca).
Atterberg la va escriure per a una orquestra formada per:
- 3 flautes (III també flautí), 2 oboès (II també corn anglès i/o heckelphone), 2 clarinets, 2 fagots
- 4 trompes, 3 trompetes, 3 trombons, 1 tuba
- timbales, 2 percussió, piano (el piano s'ha de col·locar al fons de l'orquestra);
- violins, violes, violoncels, contrabaix

## Discografia
- Musica Sveciae : Stig Westerberg, Royal Philharmonic Orchestra of Stockholm (enregistrament el 1990)
- CPO: Ari Rasilainen, Frankfurt Radio Symphony Orchestra